# Ponlat-Taillebourg
Ponlat-Taillebourg è un comune francese di 575 abitanti situato nel dipartimento dell'Alta Garonna nella regione dell'Occitania.

## Società

### Evoluzione demografica
Abitanti censiti